# Chiesa di San Sigismondo (Bologna)
La chiesa di San Sigismondo è un edificio di culto cattolico situato in via San Sigismondo, nel centro storico di Bologna. Posta alle dirette dipendenze dell'arcivescovo di Bologna, è destinata alle iniziative pastorali rivolte all'Università di Bologna.

## Storia
Eretta nel XIII secolo, fu interamente ricostruita tra il 1725 ed il 1728 dall'architetto Carlo Francesco Dotti. Il campanile, progettato da Angelo Venturoli, fu invece realizzato nel 1795.
L'interno, a navata unica, conserva una Madonna col Bambino, Sant'Anna e altri santi di Giuseppe Maria e Luigi Crespi. Le restanti pale d'altare sono opere di Domenico Pedrini.
La chiesa conserva il corpo intatto della giovane santa Imelda Lambertini.